# Pateros
Pour la ville de l’État de Washington, voir Pateros (Washington).
Pateros est une ville faisant partie de la métropole de Manille, située sur l'île de Luçon.
La population était de 63 840 habitants en 2015.